# Kolczakówka dołkowana
Kolczakówka dołkowana (Hydnellum scrobiculatum (Fr.) P. Karst.) – rodzaj grzybów należący do rodziny kolcownicowatych (Bankeraceae).

## Systematyka i nazewnictwo
Pozycja w klasyfikacji według Index Fungorum: Hydnellum, Bankeraceae, Thelephorales, Incertae sedis, Agaricomycetes, Agaricomycotina, Basidiomycota, Fungi.
Po raz pierwszy takson ten zdiagnozował w 1815 r. Elias Fries nadając mu nazwę Hydnum scrobiculatum. Obecną, uznaną przez Index Fungorum nazwę nadał mu w 1879 r. Petter Karsten, przenosząc go do rodzaju Hydnellum.
Synonimy:

- Calodon scrobiculatus (Fr.) P. Karst. 1882
- Calodon zonatus var. scrobiculatus (Fr.) Quél. 1886
- Hydnellum velutinum var. scrobiculatum (Fr.) Maas Geest. 1957
- Hydnum ferrugineoalbum Britzelm. 1894
- Hydnum sanguineofulvum Britzelm. 1891
- Hydnum scrobiculatum Fr. 1815
- Hydnum testaceofulvum Britzelm. 1894
- Phaeodon scrobiculatus (Fr.) Henn. 1898

W wykazie podstawkowych grzybów wielkoowocnikowych Polski Władysława Wojewody z 2003 r. brak tego gatunku. Jego polską nazwę zarekomendowała Komisja ds. Polskiego Nazewnictwa Grzybów przy Polskim Towarzystwie Mykologicznym.

## Morfologia
Owocniki o odwrotnie stożkowatym i zaokrąglonym kształcie z trzonem i kapeluszem. Występują gromadnie.
Kapelusz
O średnicy 4–6 cm, w młodych owocnikach białawy, potem od środka brązowiejący, w dojrzałych brązowy lub czerwonobrązowawy z białożółtym brzegiem. Powierzchnia popękana, falista, jamkowata i delikatnie aksamitna, zwykle bez strefowania.
Hymenofor
Kolczasty. Kolce początkowo szarobiaławe, potem brązowiejące.
Trzon
O aksamitnej powierzchni i brązowawej barwie.
Miąższ
Brązowawy o zapachu maggi. Po uszkodzeniu zapach staje się mączny. Smak łagodny lub nieco ostry.
Cechy mikroskopowe
Wysyp zarodników brązowawy. Zarodniki mniej lub bardziej kuliste o wymiarach 5,5–6,5 na 4–5,6 μm. Mają na powierzchni brodawkowate wypustki (guzki). Podstawki wąskomaczugowate, 4-zarodnikowe, o wymiarach 23–29 na 5–6,5 μm.

## Występowanie i siedlisko
Znane jest występowanie kolczakówki dołkowanej w Ameryce Północnej, Środkowej i Południowej, Europie, Azji i Australii. W Polsce do 2020 r. podano tylko jedno stanowisko historyczne (Stanisław Domański, 1963 r. w woj. dolnośląskim) i dwa współczesne (2020 r, woj. podkarpackie). Są też dwa stanowiska wątpliwe. W 2006 r. gatunek ten umieszczony został na Czerwonej liście roślin i grzybów Polski ze statusem Ex – gatunek wymarły. Znaleziska z 2020 r. pokazały jednak, że w Polsce istnieje on nadal. W latach 1995–2004 objęty był ochroną częściową, a od roku 2004 – ochroną ścisłą bez możliwości zastosowania wyłączeń spod ochrony uzasadnionych względami gospodarki rolnej, leśnej lub rybackiej.
Nadrzewny grzyb mykoryzowy. Tworzy ektomykoryzę głównie z sosną i bukiem. Występuje w lasach sosnowych i mieszanych z udziałem sosen, świerków, dębów i buków. Owocniki tworzy zazwyczaj od sierpnia do października.

## Gatunki podobne
Kolczakówka dołkowana może być pomylona z innymi gatunkami kolczakówek. Kolczakówka pomarańczowa (Hydnellum aurantiacum) odróżnia się pomarańczową barwą, kolczakówka kasztanowata (Hydnellum ferrugineum) ciemnordzawobrązową z ciemnym trzonem. Najbardziej podobna jest kolczakówka strefowana (Hydnellum concrescens), która ma końce spłaszczone z rozdwojonymi grzbietami, podczas gdy kolczakówka dołkowana ma kolce zaokrąglone. Pewne rozróżnienie tych gatunków możliwe jest jedynie na podstawie analizy mikroskopowych cech zarodników. Parfitt i in. w 2007, Ainsworth i in. w 2010 r. przeprowadzili badania molekularne i szczegółową analizę morfologii tych gatunków. Na podstawie wyników tych badań zdecydowali się jednak uznać je za odrębne.